# La Confluence

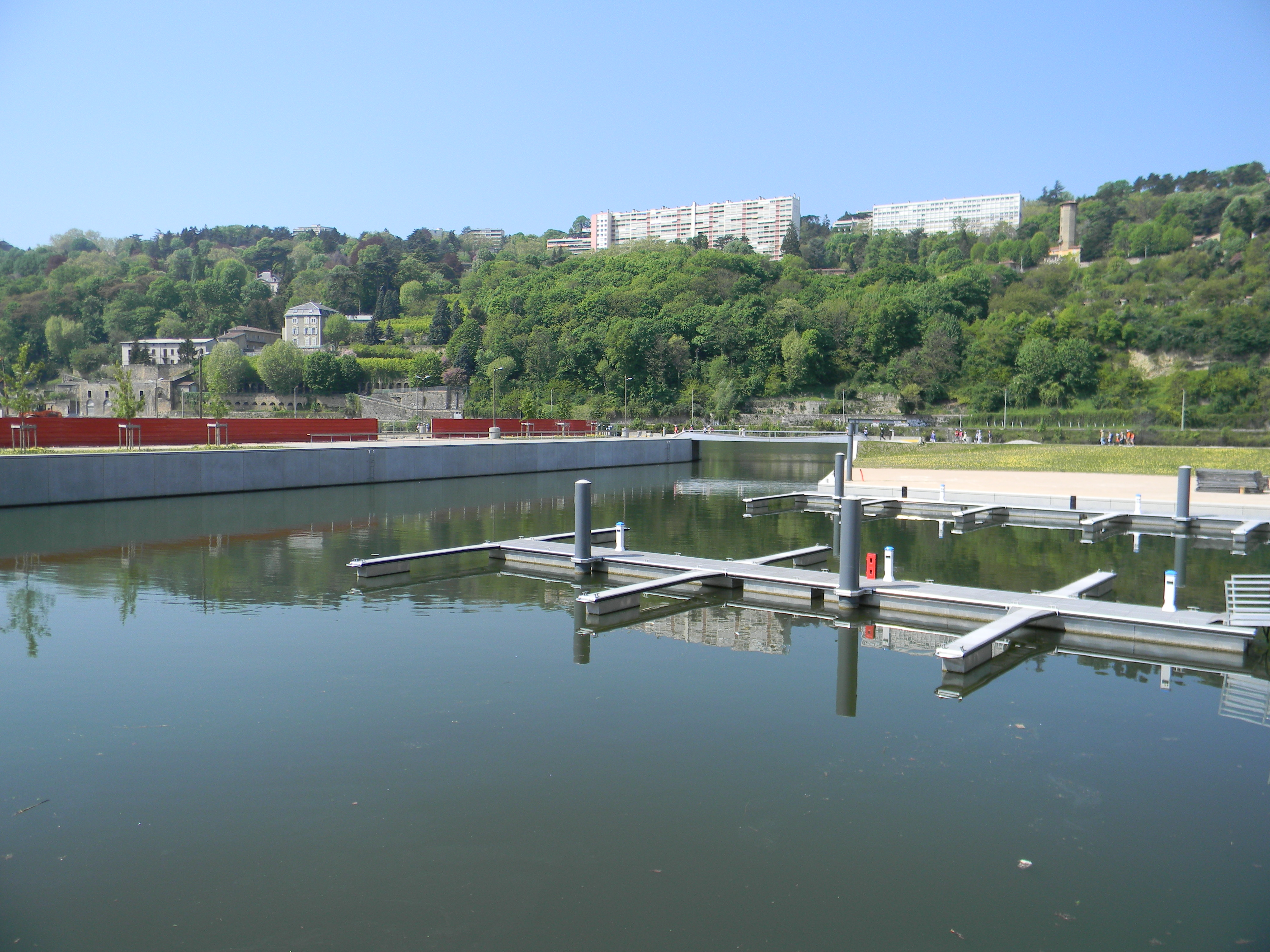
Confluence Marina

La Confluence ist ein Stadtteil von Lyon im 2. Arrondissement am Zusammenfluss von Rhone und Saône.

## Geschichte
Das Gelände zwischen den Flüssen Rhone und Saône umfasst 150 Hektar, es entstand zwischen 1770 und 1850 durch Landgewinnung. Hier wurden Industrie,- Handels- und Transportanlagen, Lagerspeicher und Umschlagplätze für Güter angesiedelt.
Unter Ludwig XIII. wurde die Burg Pierre Scize zum Gefängnis von Lyon, 1789 wurden die Gefangenen entlassen und das Gebäude abgetragen. Zu Beginn des 19. Jahrhunderts verfügte Lyon über zwei Gefängnisse: das Palais de Roanne neben der Kathedrale von Lyon und das Maison Saint-Joseph, im Quartier Ainay. An der nach Antoine Michel Perrache benannten Promenade wurde eine Untersuchungshaftanstalt errichtet, die nach seinem Standort, dem Quartier Saint-Paul, Saint-Paul genannt wurde. In dieser waren ab 1865 Erwachsene eingesperrt, während im Maison Saint-Joseph Jugendliche inhaftiert wurden. Die Haftanstalten bestimmten den Charakter des Perrache. Im Rahmen der Gentrifizierung wurden die Haftanstalten 2008 aus der Stadt Lyon ausgelagert in die nähere Umgebung, nach Corbas und Meyzieu.
Die 1832 eingeweihte Bahnstrecke zwischen Saint-Étienne und Lyon führte über La Confluence und die im Süden des Stadtteils gelegene La-Mulatière-Brücke. Im 1833 nahm ein Gaswerk seinen Betrieb auf. 1840 wurde das Schlachthaus Perrache fertiggestellt, die Tiere wurden per Schiff, zu Fuß oder Karren antransportiert. In den 1920 wurde das Schlachthaus in den Stadtteil Gerland verlegt. Das Gebäude wurde 1933 abgerissen.

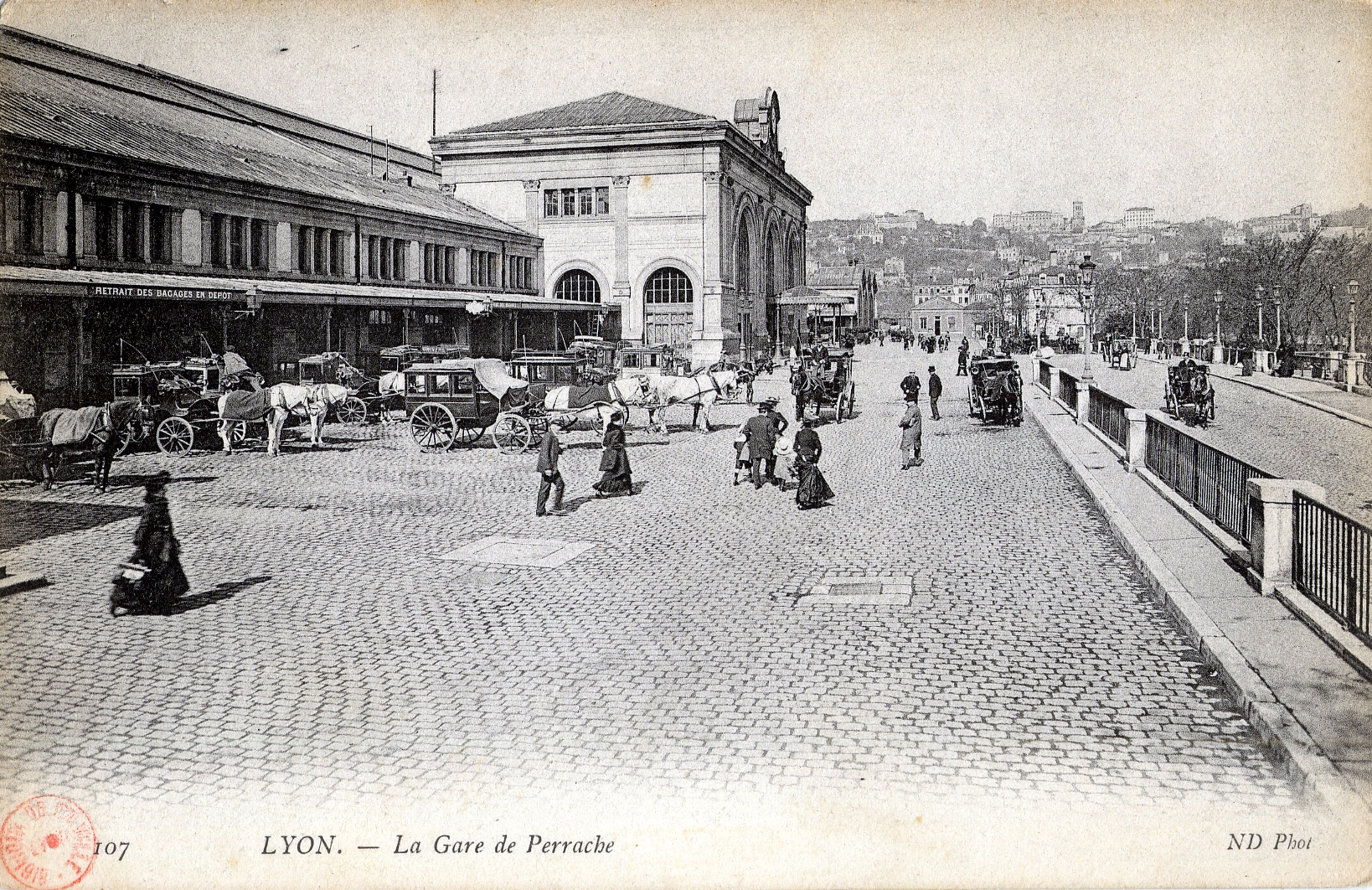
Der Bahnhof Perrache um 1900

1857 wurde der Bahnhof Perrache eingeweiht.
1926 wurde der Frachthafen Rambaud eröffnet. Insbesondere in den 1950er und 1960er Jahren war er ein wichtiger Umschlagplatz, vor allem für Waren wie Salz, Zucker, Wein und weitere Lebensmittel sowie Kohle. Der Hafen war bis 1991 in Betrieb. 2003 wurde aus den ehemaligen Zuckerspeichern das Veranstaltungs- und Kulturzentrum „La Sucrière“. Heute erinnern zudem Überbleibsel der Hafenanlagen an die Geschichte des Stadtteils.
1961 wurde der Lyoner Großmarkt angesiedelt, der zuvor seinen Standpunkt in der Innenstadt hatte. Die Fläche des Marktes erstreckte sich auf 24 Hektar. 2008 wurde der Großmarkt nach Corbas verlegt. 2014 begannen auf dem Gelände die Umbauarbeiten, unter anderem für Wohnungen.
1969 wurde die Eissporthalle eingeweiht, die über 4 200 Zuschauerplätze verfügt und Heimstätte des Lyon Hockey Club ist.
1999 wurde ein umfassendes Projekt zur Umgestaltung des Stadtteils vorgestellt, das aus dem ehemaligen Industrie- und Handelsstandort ein Wohn- und Geschäftsviertel machen sollte. Die Arbeiten begannen 2003. Bis 2014 waren 80 Prozent der Arbeiten der ersten Umwandlungsphase abgeschlossen, die insbesondere die der zur Saône zugewandte Seite des Stadtteils betraf. Die mit Abschluss im Jahr 2025 vorgesehene zweite Bauphase ist insbesondere auf die Gebiete nahe der Rhone zugeschnitten. Mit der Umsetzung des Projekts ist bis 2025 eine Verdopplung der Größe des Stadtzentrums von Lyon verbunden. Wichtige Etappen der Umwandlung waren der Bau des Redaktionsgebäudes der Zeitung Le Progrès (Ende der Bauarbeiten im Jahr 2007), die Einweihung der Wasserlandschaft mit Stadthafen, Spazierwegen und Verweilflächen im Jahr 2010, die Fertigstellung des Rathauses der Region Auvergne-Rhône-Alpes im Jahr 2011, die Eröffnung des Einkaufszentrums 2012 die Einweihung des Confluence-Museums im Dezember 2014 sowie die Ansiedelung des Fernsehsenders Euronews 2015. Seine Redaktionsräume hat der Sender in einem Gebäude, das der „Grüne Würfel“ (Cube Vert) genannt wird und ebenso von den Architekten Dominique Jakob und Brendan MacFarlane entworfen wurde wie der nur wenige hundert Meter entfernt liegende „Orangefarbene Würfel“ (Cube Orange), in dem sich Geschäftsräume befinden.
Zwischen 2003 und 2015 stieg die Einwohnerzahl des Stadtteils um rund 3000 auf 10 000.